# Davallia

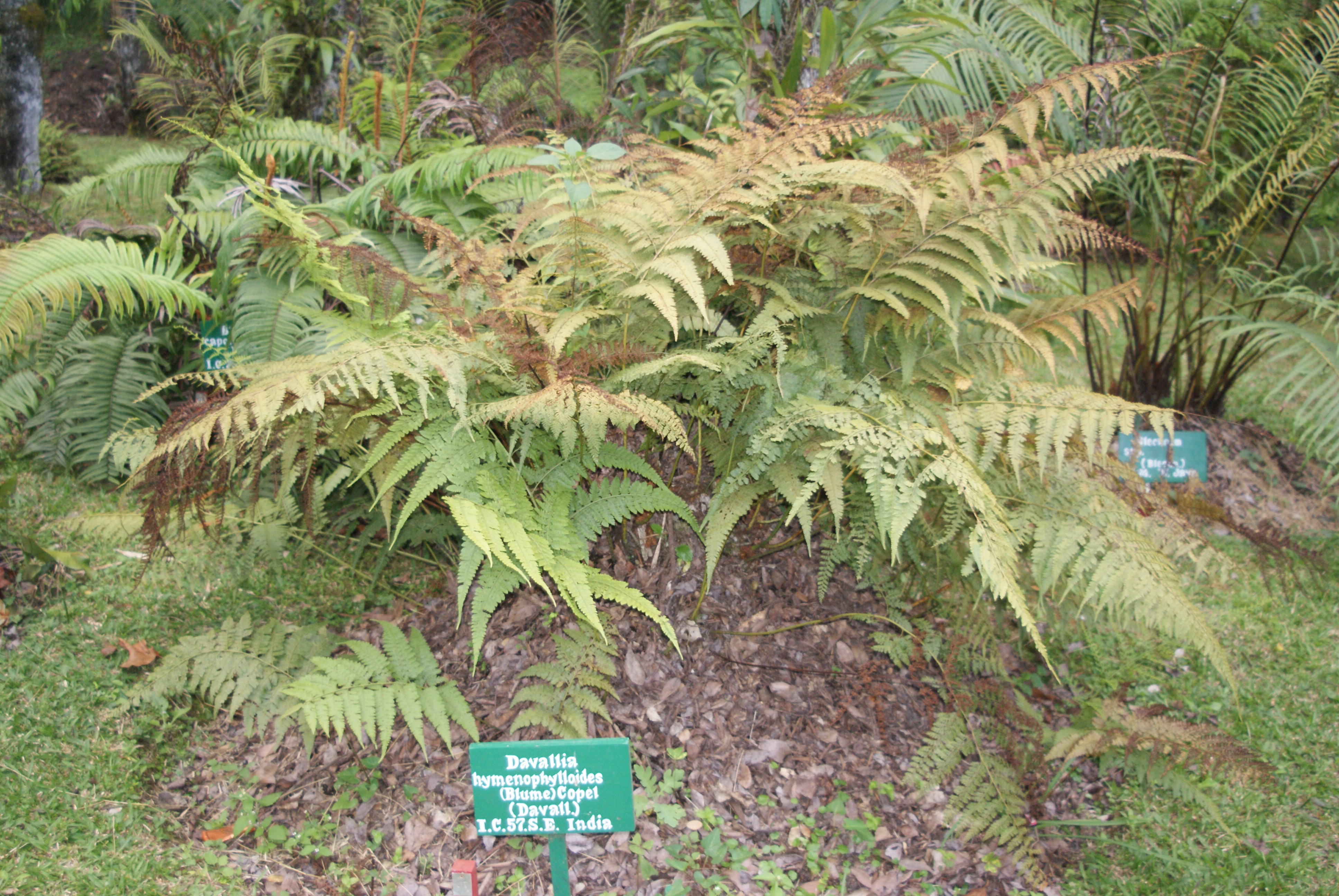
Davallia hymenophylloides

 Davallia es uno de los dos géneros de la familia Davalliaceae con cerca de 34 especies de helechos. 

## Descripción
Son helechos epífitos o litófitos con rizomas rastreros dictiostélicos y dorsiventrales, densamente tricomatosos. Frondas muy espaciadas, coriáceas, glabras, de láminas triangulares u ovadas. Crecen en y sobre gruesa corteza de árboles o en grietas rocosas.

## Distribución
Se distribuyen principalmente por Asia y la Polinesia.

## Especies
- Davallia bullata - Japón, China, Asia tropical.
- Davallia canariensis - islas Canarias a España y norte de África.
- Davallia divaricata (sIn.: Davallia polyantha) - Asia tropical.
- Davallia fejeensis Hook (sin.: Davallia fijiensis) - Fiyi, Australia.
- Davallia solida - Malasia, Polinesia, Queensland.
- Davallia trichomanoides (sin.: Davallia dissecta) - Malasia.

Algunas especies de Davallia son ornamentales, como D. canariensis ampliamente usada como planta de interior.